# Daniel "Cachavacha" Pérez
Daniel Alberto "Cachavacha" Pérez (Mendoza, Argentina; 1953 - Ibídem; 7 de enero de 2017) fue un futbolista argentino famoso en la década de 1980.

## Carrera
Pérez ya desde muy joven practicaba fútbol en su barrio (aunque su madre María no quería que él se dedicara a eso), y a los doce años fue por primera vez a anotarse al Club Gimnasia.
Fue un futbolista que formó parte del recordado Huracán campeón de 1984, equipo que derrotó a Gimnasia 3 a 1 en la final para consagrarse por primera vez en la máxima división de la Liga Mendocina de Fútbol.
Cachavacha fue uno de los gladiadores que logró el ascenso de 1981, la vuelta de Huracán a primera división. Poseía un talento innato para manejar la pelota y por ser un genial lateral izquierdo. Hasta una tarde jugó con la 10, camiseta difícil si la hay, cumpliendo con creces la confianza del Técnico, porque a él le hicieron el penal que posibilitó que el Globo se llevara un más que valioso punto de la cancha de Maipú. Y hasta se animó a llegar al área y convertir 2 goles en un mismo partido.
También tuvo una participación en la clasificación nacional de 1985.
Integra una lista de privilegiados ocupando el quinto puesto de jugadores que más veces defendieron la casaca del Globo, con 198 presencias, marcando 3 goles.
Debutó el domingo 16 de abril de 1978 en cancha de Palmira con el resultado de empate en 1, cuando el Globo militaba en la Primera “B” y hasta su retiro del club en la novena fecha del torneo Clausura ocurrida el domingo 11 de septiembre de 1988 también con empate en 2 contra la Lepra en Las Heras.
Dirigido por Francisco Manuel “Pancho” Ontiveros, el plantel del Globito estaba integrado por Félix Orangel Martínez, Rafael Giardini, José Alberto ‘Pepe’ Bravo , Rubén Ariel Gómez, Ricardo Raúl Lucero, Daniel Velot, Reynaldo Vallejos, Claudio Rulli, Roberto De Faveris, Mario Rubén ‘Miliki’ Moyano, Daniel Vargas y Carlos Alberto Miranda, se sumaron valiosos refuerzos de una reconocida experiencia como Leonardo Borgna, Oscar Ramón Fornari, Carlos Horacio Bartolucci, Pedro José Fóppoli, Norberto Oscar Avendaño, Luis Fortunato Pajón, Jorge Grimoldi, Marcelino Blanco y Daniel Alberto ‘Cachavacha’ Pérez.

## Vida privada y fallecimiento
Estuvo casado desde el 2 de noviembre de 1978 con Susana Rodríguez Dávila, y de su matrimonio nacieron sus tres hijos  Sandra Susana Pérez, Daniel Alejandro Pérez  y Nadya Ivanna Pérez los primeros dos reconocidos músicos mendocinos. También fue abuelo de dos nietos Romina Daniela Pérez y Nicolás Fabián Pérez.  Falleciómente de un Infarto agudo de miocardio el sábado 7 de enero de 2017. Mientras jugaba un partido con unos amigos sufrió una descompensación que derivó en un paro cardíaco fulminante. El Cachavacha tenía 60 años.
El 11 de enero se le dio el último homenaje en la cancha de huracán las heras.